# IM L6
IM L6 ist eine vollelektrische Kombilimousine, die von IM Motors, einer Tochtergesellschaft der SAIC Group, auf den Markt gebracht wurde. Der Wagen kam als viertes Modell des Herstellers im Jahr 2024 auf den Markt. Es wurde am 26. Februar 2024 vorgestellt und am 13. Mai 2024 offiziell eingeführt. Konkurrent ist unter anderem der Xiaomi SU7. Besonderheiten sind die Verwendung eines Halb-Festkörperakkumulators sowie bei diesem Akku die genannte Reichweite von 1000 km mit einer Akkuladung. Damit gehört das Fahrzeug zu den ersten mit diesen Eigenschaften. Die Preise liegen in China umgerechnet etwa zwischen 30.000 und 43.000 Euro.

## Modellgeschichte

### Einführung in China
Am 26. Februar 2024 stellte IM Motors den L6 auf dem Genfer Auto-Salon vor.
Am 7. April erklärte Liu Tao, CEO von IM Motors, dass die im IM L6 eingebaute Festkörperbatterie dem Spitzenmodell Light Year Edition vorbehalten ist („Light Year Solid-State Battery“). Mit der Vorstellung im April 2024 begann der Vorverkauf des IM L6 zu Preisen zwischen 230.000 und 330.000 Yuan. Nur 23 Stunden nach der Vorverkaufsankündigung stellten die Vorverkaufsbestellungen des IM L6 mit 10.000 Einheiten einen neuen Rekord seit Gründung der Marke auf. Am 15. April 2024 gab IM Motors bekannt, dass in verschiedenen IM-Geschäften Probefahrten ab 25. April möglich seien. Bis zum 25. April lagen die Vorverkaufsbestellungen für das Auto bei über 21.000. In einer Einführungskonferenz am 13. Mai gab IM den offiziellen Verkaufspreis bekannt. Wenn das Auto innerhalb des ersten Monats nach seiner Einführung gekauft wurde, erhielt man einen Rabatt von 22.000 Yuan; an diesem Tag wurden mehr als 29.000 Einheiten des L6 vorbestellt. Die meisten Versionen des IM L6 wurden Ende Mai ausgeliefert, während für die Flaggschiff-Version, die Light Year Edition, Bestellungen im September und Auslieferungen im Oktober 2024 geplant waren.

### Modellpflege und weitere Märkte
Im Mai 2025 kam eine Modellpflege des Fahrzeugs in den Handel. Seit Juni 2025 wird die Baureihe in Australien unter der Marke MG als MG IM5 angeboten. Märkte in Europa wie die Schweiz, Norwegen oder das Vereinigte Königreich folgten unter der gleichen Modellbezeichnung im Juli 2025.

## Design

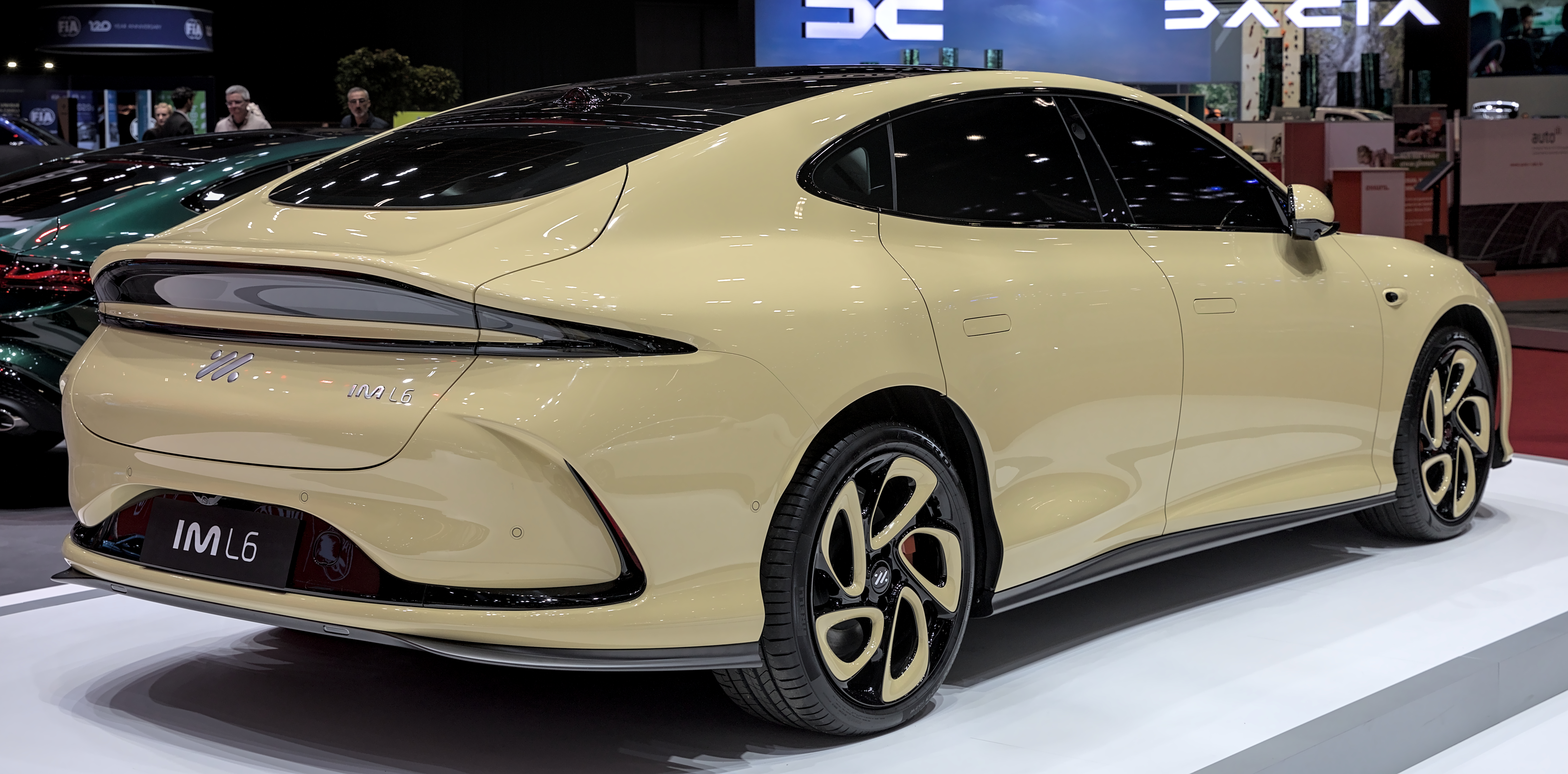
Heckseitenansicht

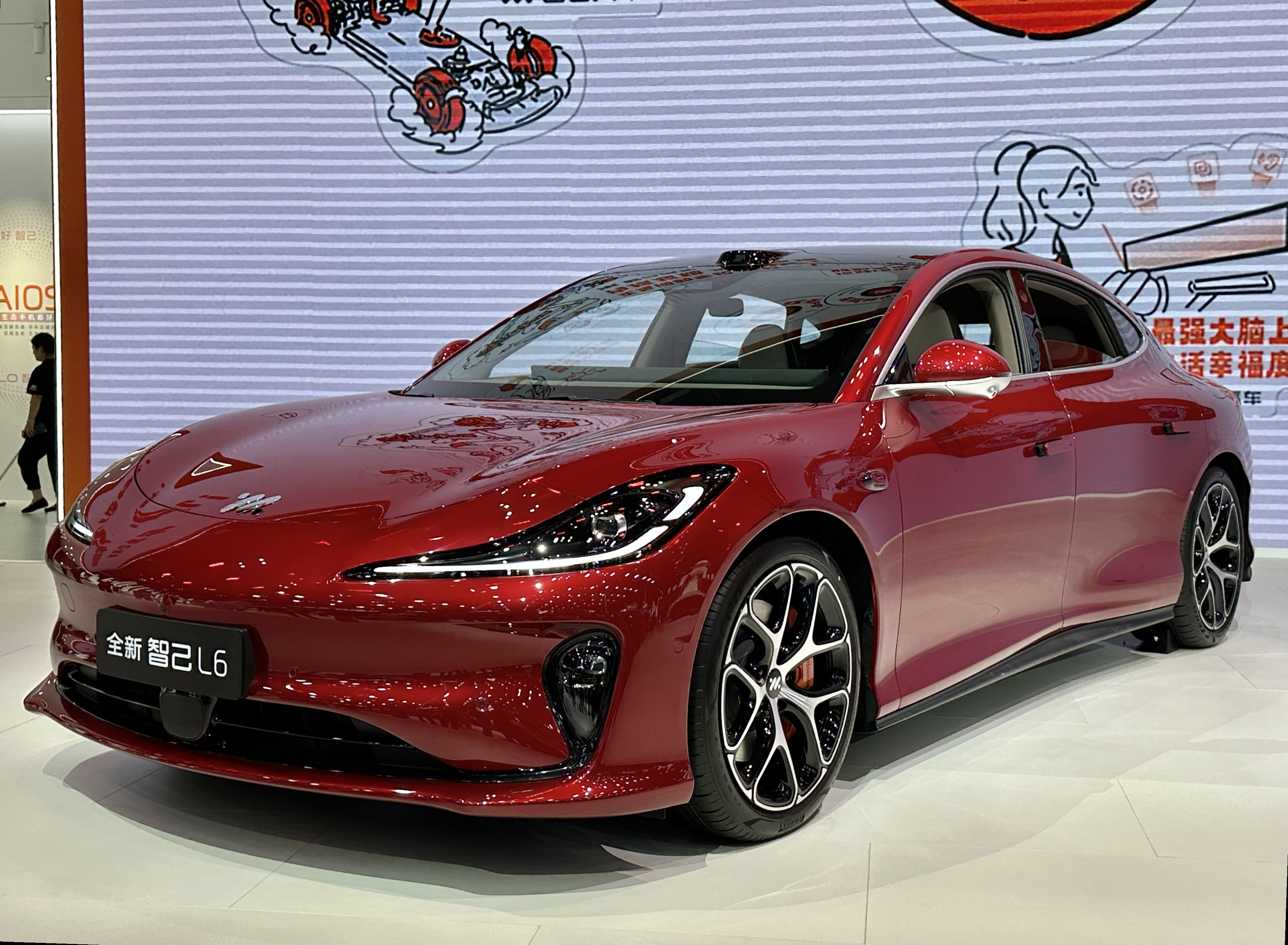
Modellgepflegtes Fahrzeug 2025

Der IM L6 ist ein 4,93 m langes viertüriges Coupé mit rahmenlosen Türen und Fließheck. Der Radstand beträgt 2,95 m. Die Vorderseite des IM L6 ist weitgehend glattflächig und wirkt geschlossen; die Hecklinien sind leicht nach oben gerichtet und nehmen ein durchgehendes Rücklichtband auf. Die Räder sind im „Blütenblattstil“ gestaltet. Die Heckklappe lässt sich elektrisch öffnen und schließen. Sieben Karosseriefarben sind lieferbar.

## Technik
Der IM L6 hat zwei Motorkonfigurationen: eine mit einem Elektromotor sowie eine mit zwei Elektromotoren, beide Motoren haben eine Speisespannung von 900 V; die maximale Leistung der einmotorigen Version beträgt 216 kW (294 PS), und die maximale Leistung der Version mit zwei Motoren beträgt bis zu 579 kW (788 PS) (Spitzenmodell noch ohne Angabe). Das Fahrzeug wird insgesamt mit vier Leistungsbatterien unterschiedlicher Kapazität angeboten: eine Lithium-Eisenphosphat-Batterie mit 75 kWh Kapazität in der 400-V-Plattform, eine ternäre-83-kWh-Lithium-Nickel-Mangan-Cobalt-Oxid-Batterie in der 800-V-Plattform, eine quasi-900-V-Plattform mit 100-kWh-ternärer-Lithium-Nickel-Mangan-Cobalt-Oxid-Batterie sowie einen 133-kWh-Ultraschnelllade-Halb-Festkörperakkumulator mit halbfestem Elektrolyt, Zulieferer ist das aus einer chinesischen Universität entstandene Start-up in Jiangsu Qingtao Energy. Damit ist die Light Year Edition als Spitzenversion mit einer der ersten in Massenproduktion hergestellten Festkörperbatterien der Automobilindustrie ausgestattet. Die Batterie wurde auf einer Quasi-900-V-Superleistungsplattform entwickelt, die die Stabilität, Zyklenfestigkeit und Sicherheit der Batterie gewährleisten und eine Reichweite von mehr als 1000 Kilometern erlauben soll.

### Fahrwerk
Die im L6 eingebaute Fahrwerkstechnik („Skinliar Digital Chassis“) auf der Grundlage intelligenter Sensoren und Algorithmen ähnlich dem ESP berücksichtigt die Vorhersage der Straßenverhältnisse und unterstützt Over-the-Air-Updates über WLAN. Für das Fahren in der Stadt (City Drive) werden Signale des LiDAR-Systems auf dem Dach verwendet. Das Allradlenkungssystem des IM L6 ermöglicht einen kleinsten Wendekreis knapp unter 10 Metern, was etwa dem eines VW Polo entspricht, und verfügt über die Fähigkeit, beispielsweise zum Einparken, seitwärts zu fahren, auch „Crab Walking“ (crab, englisch Krabbe, Krebs) genannt. Das Fahrsystem arbeitet mit dem NVIDIA Orin-X-Chip. Weiter hat der L6 hat eine Luftfederung. Der Elchtest wurde mit dem L6 autonom mit 71 km/h gefahren; mit Fahrer wurden über 85 km/h erreicht, was aber nicht mit dem bisherigen Rekord des voll beladenen Citroën Xantia vergleichbar ist.
Die Plattform des L6 verwendet auch der bei SAIC Volkswagen gefertigte Audi E5.

### Technische Daten
Der IM L6 kann je nach Konfiguration in fünf Versionen unterteilt werden, nämlich Standardversion, Version mit langer Akkulaufzeit, Version mit superlanger Akkulaufzeit, Superleistungsversion und Light-Year-Version  1：
| Ausführung                    | Standard Edition                      | Version mit langer Akkulaufzeit                           | Version mit extra langer Akkulaufzeit                      | Super-Performance-Version                                  | Light Year Edition              |
| ----------------------------- | ------------------------------------- | --------------------------------------------------------- | ---------------------------------------------------------- | ---------------------------------------------------------- | ------------------------------- |
| Batteriespezifikationen       | 75 kWh Lithium-Eisenphosphat-Batterie | 83 kWh ternäre Lithium-Nickel-Mangan-Cobalt-Oxid-Batterie | 100 kWh ternäre Lithium-Nickel-Mangan-Cobalt-Oxid-Batterie | 100 kWh ternäre Lithium-Nickel-Mangan-Cobalt-Oxid-Batterie | 133 kWh Halb-Festkörperbatterie |
| Spannung                      | 400 V Schnellladeplattform            | 800 V Schnellladeplattform                                | 900 V Schnellladeplattform                                 | 900 V Schnellladeplattform                                 | 900 V Schnellladeplattform      |
| Leistung                      | 216 kW (294 PS)                       | 248 kW (337 PS)                                           | 300 kW (408 PS)                                            | 579 kW (788 PS)                                            | keine Angabe                    |
| Reichweite（CLTC，Kilometer） | 650                                   | 710                                                       | 850                                                        | 780                                                        | 1000+                           |
| Antrieb                       | Heckantrieb                           | Heckantrieb                                               | Heckantrieb                                                | Allradantrieb                                              | Allradantrieb                   |
| Preis（RMB）                  | 219,900                               | 259,900                                                   | 275,900                                                    | 305,900                                                    | 345,900                         |
| Beginn der Auslieferung       | Ende Mai 2024                         | Ende Mai 2024                                             | Ende Mai 2024                                              | Ende Mai 2024                                              | Oktober 2024                    |

Von 0 auf 100 km/h soll der L6 mit 579 kW Leistung weniger als drei Sekunden benötigen. Dieses Modell erreicht eine Höchstgeschwindigkeit von 268 km/h, die schwächste Version ist bei 200 km/h abgeregelt.

### Innenraum und Fahrerunterstützung

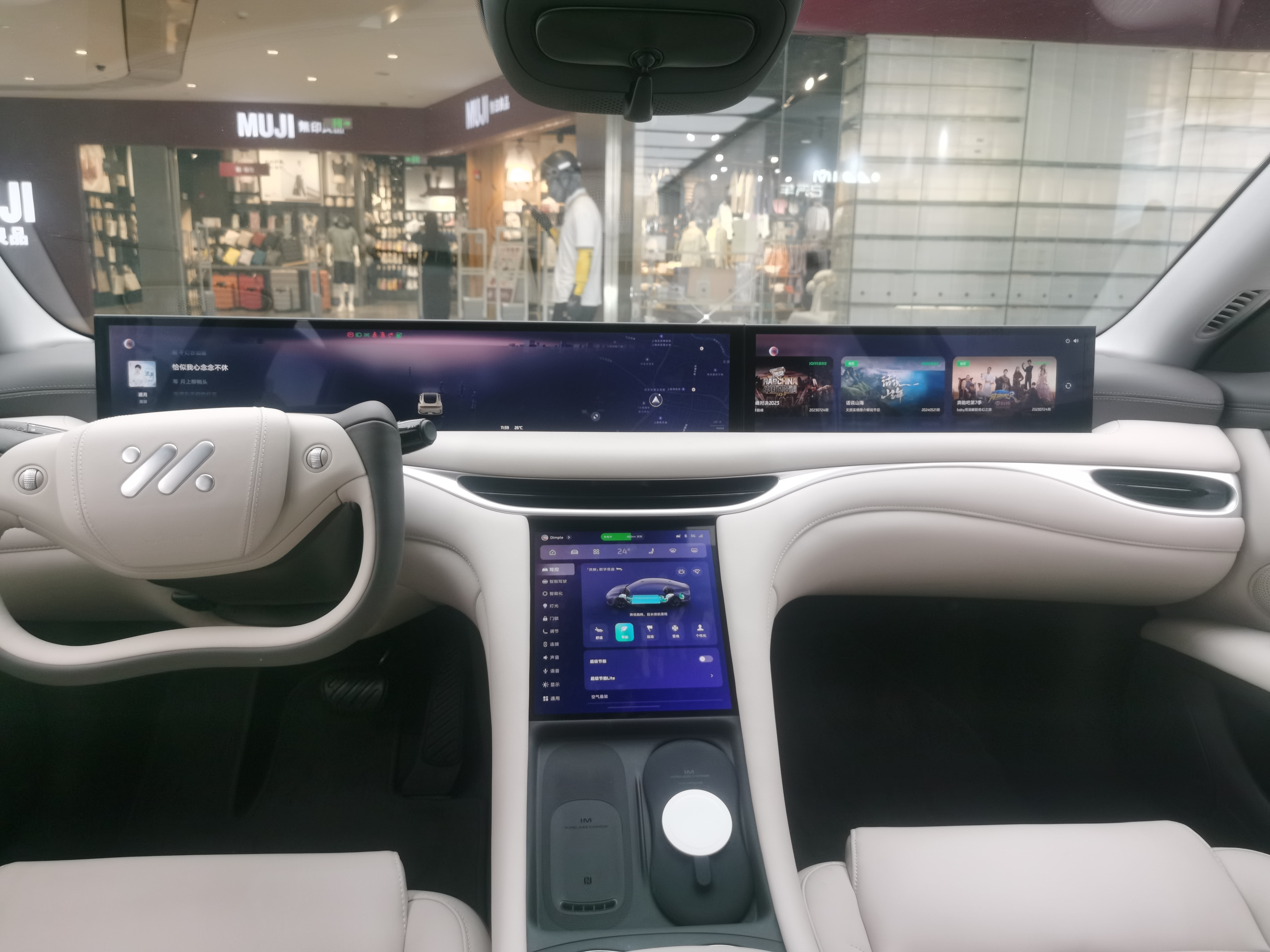
Innenraum des IM L6

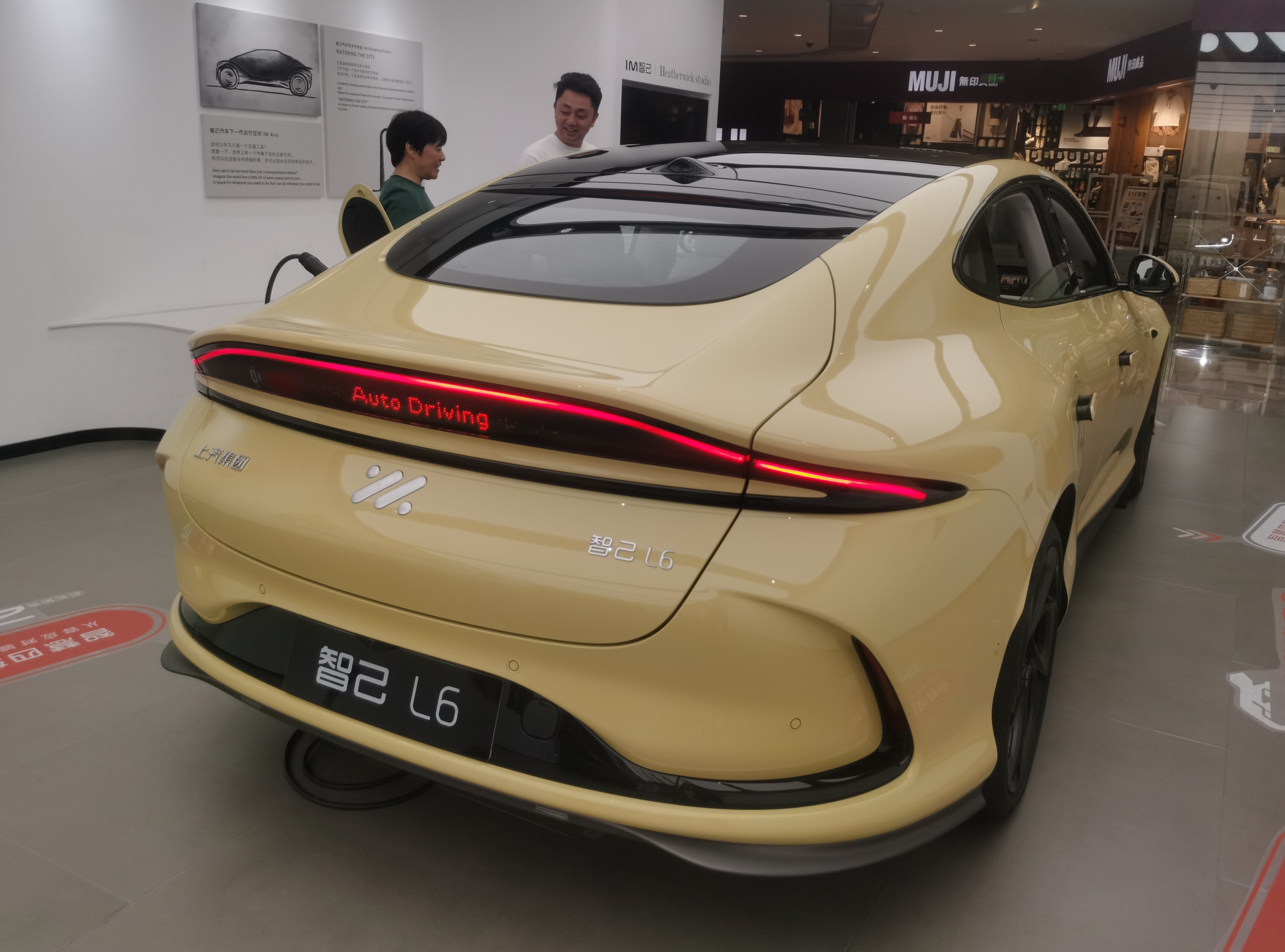
Das „ISC Intelligent Light Language System“ am Heck des IM L6

Der IM L6 ist mit einem 26,3-Zoll-Durchgangsbildschirm über einen sehr großen Teil der Instrumententafel und einem 10,5-Zoll-Touchscreen ausgestattet („Full-Frame-Digital-Cockpit“).  Weiter gehören ein Panoramadach und eine Belüftungsfunktion zum Ausstattungsumfang. Es gibt eine Wireless-Charging-Schale für Mobiltelefone.  Das Infotainmentsystem des L6 nutzt den Qualcomm Snapdragon 8295-Chip, kann  Fahr- und Straßenzustandsinformationen anzeigen und bietet unter anderen einen „Regennachtmodus“: in regnerischen Nächten wird die Sicht einschließlich der toten Winkel verbessert im Display dargestellt.  Durch generative künstliche Intelligenz ist ein Mensch-Fahrzeug-Dialog möglich. Es können präzise Städtekarten  und mit der „City Drive City Roaming“-Funktion in Echtzeit  Inhalte wie beispielsweise Sehenswürdigkeiten angezeigt werden. Letztere wurde auf der Basis der Volcano Engine des chinesischen Internet-Technologieunternehmens ByteDance (bekannt durch TikTok) entwickelt. Darüber hinaus verfügt die zur Fahrzeugausstattung gehörende Kamera über Mehrwinkelaufnahmefunktionen. Das Auto ist mit dem „ISC (Interactive Signal Communication) Intelligent Light Language System“ ausgestattet, das es dem Benutzer ermöglicht, Texte am Heck zwischen den Rücklichtern anzeigen zu lassen.